# 古谷修一
古谷 修一（ふるや しゅういち、1958年 - ）は、日本の法学者。専門は国際法・国際組織法・国際刑事法。早稲田大学大学院法務研究科長、早稲田大学法学学術院教授。元国際連合自由権規約人権委員会副委員長。

## 人物・経歴
神奈川県小田原市出身。1981年中央大学法学部法律学科卒業。1987年早稲田大学大学院法学研究科国際法専攻博士後期課程単位取得退学。専門は国際法で、国際刑事裁判などを研究。
香川大学法学部助教授、同教授、早稲田大学法学部教授、早稲田大学法学学術院大学院法務研究科教授、早稲田大学教務部長、ユトレヒト大学オランダ人権研究所客員教授などを経て、2022年から早稲田大学法学学術院大学院法務研究科長。
また、2012年から国際人道事実調査委員会（IHFFC）委員、2015年から16年まで同副委員長、2019年から国際連合自由権規約人権委員会委員、2021年から22年まで同副委員長。日本学術会議連携会員。

## 著書
- 『国際法の実践─小松一郎大使追悼』（柳井俊二・村瀬信也編著、酒井啓亘・植木俊哉・広見正行・根本和幸・河野真理子・佐藤哲夫・浅田正彦・堀之内秀久・岩石順子・岡野正敬・真山全・洪恵子・村井伸行・薬師寺公夫・奥脇直也・坂元茂樹・濱本正太郎・中谷和弘・森田章夫・柳原正治・山内進・近藤誠一・寺谷広司・安倍晋三・武智健二・田中誠一・神余隆博・山口英一・信元久隆・伊藤哲雄・林景一・芹田健太郎・林貞行・石垣泰司・柴田和夫・越川和久・鶴岡公二・兼原信克・兼原敦子・山上信吾・正木靖・道井緑一郎・御巫智洋・大平真嗣・望月公一・小松まりと共著）信山社 2015年
- "Reparation for victims of armed conflict" Correa, Cristián, Shuichi Furuya, Sandoval Villalba, Clara, Cambridge University Press 2020年